# Landnámabók

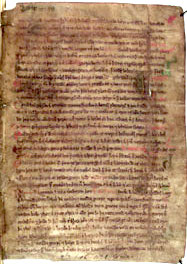
Página del manuscrito Landnámabók en el Instituto Árni Magnússon, en Reikiavik, la capital de Islandia.

El Landnámabók (Libro del Asentamiento o Establecimiento) es un antiguo manuscrito islandés que narra con mucho detalle el asentamiento de los nórdicos en Islandia durante los siglos IX y X d. C. Su primer compilador fue probablemente el famoso historiador Ari Thorgilsson en el siglo XII. Escrita en el siglo XII, está dividida en cinco partes. La primera contiene relatos sobre el descubrimiento de Islandia, así como sus primeros asentamientos (landnám). 
El comienzo de la obra describe el asentamiento originario de Ingólfur Arnarson en Reikiavik y sus reclamaciones de tierra hacia el norte, el oeste, el este y el sur. Después pasa a describir a los descendientes de los colonos originarios y relata importantes acontecimientos e historia familiar hasta el siglo XII. Unas 3400 personas y 1400 asentamientos son nombrados y descritos. El Landnámabók nombra más de 400 hombres como los colonos originarios, de los cuales la mayoría de ellos se establecieron en las zonas norte y suroeste de la isla. 
Sigue siendo una fuente valiosísima tanto de historia como de genealogía para los islandeses, y por ello es considerada una monumental obra de la historia islandesa.

## Versiones

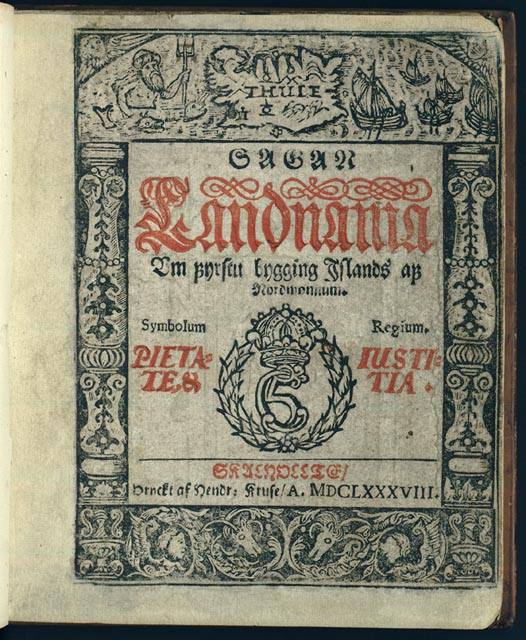
Página principal de la versión editada por H. Kruse en 1688.

Actualmente se conservan tres versiones medievales y dos transcripciones del siglo XVII del manuscrito del Landnámabók:
- Sturlubók de Sturla Þórðarson.
- Hauksbók de Haukr Erlendsson, basado en el Sturlubók y una versión perdida, Styrmisbók de Styrmir Kárason.
- Melabók de Snorri Markússon (1272).
- Skarðsárbók de Björn Jónsson (siglo XVII).
- Þórðarbók de Þórður Jónsson (siglo XVII).